# Jean-André Zembsch
Jean-André Zembsch (Ukkel, 17 december 1949) is een Belgisch voormalig hockeyer.

## Levensloop
Zembsch was actief bij RSC Anderlecht.
Daarnaast maakte hij deel uit van het Belgisch hockeyteam, waarmee hij onder meer deelnam aan de Olympische Zomerspelen van 1972.
Op het Europees kampioenschap van 1976 behaalde hij met het Belgisch zaalhockeyteam zilver.